# Fenwick (South Yorkshire)
Fenwick – osada i civil parish w Anglii, w hrabstwie ceremonialnym South Yorkshire, w dystrykcie metropolitalnym Doncaster. Leży 38 km na północny wschód od miasta Sheffield i 246 km na północ od Londynu. W 2011 roku civil parish liczyła 121 mieszkańców.